# Anopheles formosus
Anopheles formosus är en tvåvingeart som beskrevs av Frank Ludlow 1909. Anopheles formosus ingår i släktet Anopheles och familjen stickmyggor.
Artens utbredningsområde är Filippinerna. Inga underarter finns listade i Catalogue of Life.